# Рибарска клисура
Рибарска клисура је клисура у области Хомоља, источна Србија. Настала је деловањем реке Млаве у дужини од 9,5 km, на којој су се формирала три велика укљештена меандра.
Рибарска клисура која почиње од насеља Изварица, а завршава се на ивици Крепољинско-крупајске котлине. У једном од ерозивних проширења меандра смештена је Доња Мала, нижи део насеља Рибаре. Река Млава је усекла клисуру у јурским кречњачким стенама. На почетку клисуре, код Изварице, Млава је изградила ивучну епигенију. Код рибарске цркве Шупљаје, са овом клисуром спаја се епигенетска клисура Осаничке реке. Рибарска клисура је композитног карактера, састављена је од низа мањих проширења између којих су кањонска сужења.
На једном одсеку у Рибарској клисури налази се Врело Лопушња са пећинским отвором, низводније се налазе још неколико мањих и неистражених пећина. У Римског доба кроз клисуру је пролазио Цариградски друм. На једном вертикалном одсеку званом Грац (350 m н.в.), налазе се очувани остаци кула стражара и темељи црквице. На овом локалитету пронађени су археолошки остаци из римског периода .
Рибарска клисура је позната по живописној и нетакнутој природи. Лети је посећују многобројни спортски риболовци.